# 53 هـ
53 هـ هي سنة في التقويم الهجري امتدت مقابلةً في التقويم الميلادي بين سنتي 672 و673.

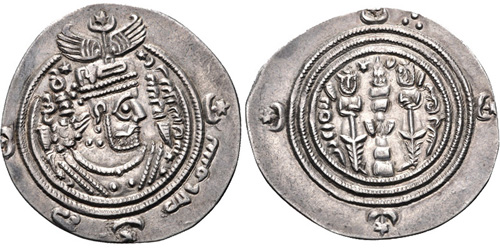
زياد بن أبيه على درهم أموي صُك في عام 53 هـ

## وفيات
- صعصعة بن ناجية الدارمي
- عبد الله بن قيس الحارثي
- فضالة بن عبيد الأنصاري
- الربيع بن زياد الحارثي
- زياد بن أبيه
- فيروز الديلمي